# Mavro
Le mavro (en grec μαύρο, ce qui signifie « noir ») est un cépage noir que l’on ne trouve qu’à Chypre. Avec le xynisteri, il sert à élaborer le Commandaria.

## Source
- (en) Cet article est partiellement ou en totalité issu de l’article de Wikipédia en anglais intitulé « Mavro » (voir la liste des auteurs).